# Позивница за пакао
Позивница за пакао (енгл. The Invitation) амерички је хорор филм из 2022. године, у режији Џесике М. Томпсон, по сценарију Блер Батлер. Главне улоге глуме Натали Емануел и Томас Дохерти. Инспирисан романом Дракула Брема Стокера, филм прати младу жену која, након мајчине смрти, први пут среће своју породицу, али касније открива мрачне тајне које стоје иза њих.
Првобитно назван Невеста, пројекат је био препуштен продукцијској кући Сема Рејмија и Роберта Таперта, Ghost House Pictures, док је Батлерова написала сценарио. Међутим, Рејми и Таперт су напустили пројекат због сукоба у распореду. До 2020. најављен је коначни наслов филма, док је Томпсонова потписана за режију, а Емил Гледстон за продукцију. Кастинг је одржан од маја до октобра 2021. године, те је снимање почело тог септембра у Мађарској.
Приказан је 26. августа 2022. године у САД, односно 25. августа у Србији. Добио је негативне рецензије критичара и зарадио више од 33 милиона долара.

## Радња
Након мајчине смрти и без друге познате родбине, Иви (Натали Емануел) ради ДНК тест и открива давно изгубљеног рођака за којег никад није ни знала да га има. Позвана од стране новопронађене породице на раскошно венчање на сеоском подручју у Енглеској, одмах ју је завео привлачни аристократски домаћин. Но, убрзо је гурнута у ноћну мору преживљавања, јер открива изопачене тајне у историји своје породице и узнемирујуће намере иза њене грешне великодушности.

## Улоге
| Глумац               | Улога             |
| -------------------- | ----------------- |
| Натали Емануел       | Иви Џексон        |
| Томас Дохерти        | Волтер де Вил     |
| Шон Пертви           | господин Филд     |
| Хју Скинер           | Оливер Александер |
| Керол Ен Крофорд     | госпођа Свифт     |
| Алана Боден          | Луси              |
| Стефани Корнелијусен | Викторија         |
| Кортни Тејлор        | Грејс             |
| Барани Вираг         | Емалина           |